# Вістрянська діброва
Вістря́нська дібро́ва — ботанічна пам'ятка природи місцевого значення в Україні. Розташована на південний схід від села Діброві Монастириського району Тернопільської області, у кв. 84, вид. 1 і кв. 83, вид. 11 Коропецького лісництва Бучацького держлісгоспу, в межах лісового урочища «Вістря». 
Площа — 9,7 га. Оголошена об'єктом природно-заповідного фонду рішенням виконкому Тернопільської обласної ради від 14 березня 1977 № 131. Перебуває у віданні ДЛГО «Тернопільліс». 
Під охороною — високопродуктивні дубові насадження I бонітету віком 80 років.
2010 року увійшла до складу національного природного парку «Дністровський каньйон».